# Borysfen Boryspil
FK Borysfen Boryspil (Oekraïens: Фк «Борисфен» Бориспіль) was een Oekraïense voetbalclub uit Boryspil en werd opgericht in 1997.
De club startte op amateurniveau maar kon al snel doorstoten naar de Druha Liha (derde klasse), in 2000 werd de club daar kampioen en promoveerde naar de Persja Liha. Na twee plaatsen in de middenmoot werd de club vicekampioen in 2002/03 en promoveerde zo voor het eerst naar de Vysjtsja Liha (eerste klasse). De club deed het vrij goed en werd zevende op zestien clubs. Het tweede seizoen eindigde echter in mineur met een laatste plaats. 
De terugkeer in de Persja Liha verliep bijna desastreus en de club kon een tweede degradatie op rij maar net vermijden. Tijdens seizoen 2006/07 kreeg de club te kampen met financiële problemen en kon het seizoen niet vervolledigen. Borysfen ging failliet en hield op te bestaan. 
Midden jaren 90 was er een club met dezelfde naam en is nu het huidige Arsenal Kiev.